# 勝浦康之
勝浦 康之（かつうら やすゆき、? - 2014年 <平成26年> 2月2日）は、日本造園修景協会会長、建設省公園緑地課長、地域振興整備公団計画第一課長、公害防止事業団常任顧問、アクアポリス管理財団理事長、都市緑化基金理事、沖縄国際洋蘭博覧会実行委員会委員長等を歴任。大阪府立大学出身。

## 栄典
- 2005年秋の叙勲で瑞宝双光章受章[2]。
- 死没日付をもって従五位に叙された[1]。

## 書籍監修
に『首里城―甦る琉球王国』（海洋博覧会記念公園管理財団、1992年）、『首里城正殿美術模型 本格ペーパークラフト』（1993年、平凡社ブッククラブ）、著書に『琉球王府 首里城』（ぎょうせい、1993）など。第10回日本公園緑地協会北村賞受賞。

## 参考
- 地域振興整備公団20年史, 地域振興整備公団
- 勝浦康之「兵庫県立西武庫公園分区園の開設とその利用状況調査に関する報告」『造園雑誌』第29巻第4号、1965年、6-16頁、doi:10.5632/jila1934.29.4_6。
- 団体名鑑、第2部 , 1987
- 沿革 - 一般財団法人日本造園修景協会
- JAPAN LANDSCAPE No.33/1995, (株)プロセスアーキテクチャー
- AWARDS OF THE OKINAWA INTERNATIONAL ORCHID SHOW 1991
- http://www.j-la.jp/kyoukai/pdf/sibu_houkoku.pdf
- 資源環境対策, 第 30 巻、第 6 号, 公害対策技術同友会, 1994
- 宮川竜, 政治ハンドブック、No.17, 政治新聞、1985
- https://seijidb.com/kokkai/meetings/81067
- 沖縄企業録、沖縄タイムス社, 1990
- 地方政治, 第 273 号 1983